# Denis Arndt
Denis Arndt (Issaquah, 23 febbraio 1939 – Ashland, 25 marzo 2025) è stato un attore statunitense.

## Biografia
Nel 1980 fu membro dell'Oregon Shakespearean Festival.
Denis Arndt è morto nel 2025.

## Filmografia parziale

### Cinema
- Ultimi echi di guerra (Distant Thunder), regia di Rick Rosenthal (1988)
- Basic Instinct, regia di Paul Verhoeven (1992)
- Gli anni dei ricordi (How to Make an American Quilt), regia di Jocelyn Moorhouse (1995)
- Uno sbirro tuttofare (Metro), regia di Thomas Carter (1997)
- Undisputed, regia di Walter Hill (2002)
- S.W.A.T. - Squadra speciale anticrimine (S.W.A.T.), regia di Clark Johnson (2003)
- Anaconda - Alla ricerca dell'orchidea maledetta (Anacondas: The Hunt for the Blood Orchid), regia di Dwight H. Little (2004)
- Dietro le linee nemiche II - L'asse del male (Behind Enemy Lines II: Axis of Evil), regia di James Dodson (2006)
- Bandidas, regia di Joachim Rønning e Espen Sandberg (2006)
- L'incredibile storia di Winter il delfino 2 (Dolphin Tale 2), regia di Charles Martin Smith (2014)

### Televisione
- La signora in giallo (Murder, She Wrote) - serie TV, episodio 6x17 (1990)
- Colombo (Columbo) - serie TV, episodio 9x03 (1990)
- Grey's Anatomy – serie TV, episodio 7x20 (2011)

## Doppiatori italiani
Nelle versioni in italiano delle opere in cui ha recitato, Denis Arndt è stato doppiato da:
- Carlo Valli in Bandidas, Le regole del delitto perfetto
- Walter Maestosi in La signora in giallo
- Gianni Bonagura in Basic Instinct
- Emilio Cappuccio in Battito finale
- Bruno Alessandro in Uno sbirro tuttofare
- Natale Ciravolo in Ally McBeal
- Romano Malaspina in Undisputed
- Dario Penne in CSI - Scena del crimine
- Luciano De Ambrosis in Dietro le linee nemiche II - L'asse del male
- Carlo Reali in Grey's Anatomy
- Pieraldo Ferrante ne L'incredibile storia di Winter il delfino 2
- Saverio Moriones in Basic Instinct (ridoppiaggio)